# Kentucky Derby 1889
Kentucky Derby 1889 var den femtonde upplagan av Kentucky Derby. Löpet reds den 9 maj 1889 över 1,5 miles. Löpet vanns av Spokane som reds av Thomas Kiley och tränades av John Rodegap. Segertiden 2:34.50 var nytt löprekord över distansen 1+1⁄2 miles (2,4 km).
Förstapriset i löpet var 4 880 dollar. Åtta hästar deltog i löpet.

## Resultat
| P | Häst          | Jockey         | Tränare          | Land | Tid     |
| - | ------------- | -------------- | ---------------- | ---- | ------- |
| 1 | Spokane       | Thomas Kiley   | John Rodegap     | USA  | 2:34.50 |
| 2 | Proctor Knott | Shelby Barnes  | Samuel W. Bryant | USA  |         |
| 3 | Once Again    | Isaac Murphy   |                  | USA  |         |
| 4 | Hindoocraft   | Armstrong      |                  | USA  |         |
| 5 | Cassius       | Fred Taral     |                  | USA  |         |
| 6 | Sportsman     | Isaac E. Lewis |                  | USA  |         |
| 7 | Outbound      | Hollis         |                  | USA  |         |
| 8 | Bootmaker     | Warwick        |                  | USA  |         |